# Kule (rejon werenowski)
Kule (biał. Кулі; ros. Кули) – wieś na Białorusi, w obwodzie grodzieńskim, w rejonie werenowskim, w sielsowiecie Girki, przy drodze republikańskiej P145.
W dwudziestoleciu międzywojennym leżały w Polsce, w województwie nowogródzkim, w powiecie lidzkim, w gminie Zabłoć.